# + (album)
+ (czyt. Plus) – debiutancki album piosenkarza oraz autora tekstów Eda Sheerana wydany 9 września 2011 roku przez Asylum Records i Atlantic Records. Jest to pierwszy komercyjny album, po pięciu niezależnie wydanych EP. Jake Gosling był producentem większości albumu. Po wydaniu, + zadebiutował na szczycie UK Albums Chart w pierwszym tygodniu sprzedaży, przekraczając 102 tysięcy sprzedanych egzemplarzy płyt. Album osiągnął także dobre wyniki na amerykańskim Billboard 200, zajmując 5 pozycję z 42 tysiącami sprzedanych kopii. + jest największym debiutem pierwszego studyjnego albumu brytyjskiego artysty w Stanach Zjednoczonych od czasów płyty Susan Boyle I Dreamed a Dream. W Polsce album uzyskał status dwukrotnie platynowej płyty.
Zainteresowanie mediów + było napędzane przez dwa poprzednio wydane single - The A Team oraz You Need Me, I Don't Need You - które zadebiutowały odpowiednio na trzecim i czwartym miejscu UK Singles Chart. Trzeci singiel promujący album Lego House został wydany 11 listopada 2011 roku, dorównując swoim poprzednikom zajął piąte miejsce w Wielkiej Brytanii. Trzy kolejne single zostały wydane w ciągu roku; Drunk, Small Bump i Give Me Love, wszystkie zajęły lokaty powyżej 25 w UK Singles Chart.

## Lista utworów
| #   | Tytuł                            | Tekst                                      | Producenci              | Długość |
| --- | -------------------------------- | ------------------------------------------ | ----------------------- | ------- |
| 1.  | The A Team                       | Ed Sheeran                                 | Gosling                 | 4:19    |
| 2.  | Drunk                            | Ed Sheeran, Jake Gosling                   | Gosling                 | 3:20    |
| 3.  | U.N.I.                           | Ed Sheeran, Jake Gosling                   | Gosling                 | 3:49    |
| 4.  | Grade 8                          | Ed Sheeran, Robert Conlon, Sukhdeep Uppall | Gosling                 | 3:00    |
| 5.  | Wake Me Up                       | Ed Sheeran, Jake Gosling                   | Gosling                 | 3:50    |
| 6.  | Small Bump                       | Ed Sheeran                                 | Gosling                 | 4:19    |
| 7.  | This                             | Ed Sheeran, Gordon Mills                   | Gosling                 | 3:16    |
| 8.  | The City                         | Ed Sheeran, Jake Gosling                   | Gosling                 | 3:54    |
| 9.  | Lego House                       | Ed Sheeran, Jake Gosling, Chris Leonard    | Gosling                 | 3:05    |
| 10. | You Need Me, I Don't Need You    | Ed Sheeran, Jake Gosling, Chris Leonard    | Gosling, Charlie Hugall | 3:40    |
| 11. | Kiss Me                          | Ed Sheeran, Justin Franks, Julie Frost     | Sheeran, No I.D.        | 4:41    |
| 12. | Give Me Love                     | Ed Sheeran, Jake Gosling, Chris Leonard    | Gosling                 | 8:46    |
| 13. | The Parting Glass (hidden track) | Utwór tradycyjny                           |                         |         |

Edycja specjalna
| #   | Tytuł         | Tekst                    | Producenci | Długość |
| --- | ------------- | ------------------------ | ---------- | ------- |
| 13. | Autumn Leaves | Ed Sheeran, Jake Gosling | Gosling    | 3:21    |
| 14. | Little Bird   | Ed Sheeran               | Gosling    | 3:45    |
| 15. | Gold Rush     | Ed Sheeran, Amy Wadge    | Gosling    | 4:03    |
| 16. | Sunburn       | Ed Sheeran               | Gosling    | 4:36    |